# Sonic Dreams Collection
Sonic Dreams Collection est un art game créé par Arcane Kids pour OS X et Windows. Ce jeu non-officiel reposant sur la franchise Sonic the Hedgehog compile quatre mini-jeux présentés comme des jeux Sonic inachevés. Le jeu inclut le créateur de personnages Make My Sonic, le jeu de rôle massivement multijoueur Eggman Origin, le jeu d'aventure Sonic Movie Maker, et le jeu en réalité virtuelle My Roommate Sonic. Ils sont décrits, in-game, comme ayant été développés par un studio inexistant de chez Sega pour la Dreamcast à la fin des années 1990. Sonic Dreams Collection est aussi une satire complète du fandom Sonic moderne, connu pour ses bizarreries.
Le jeu fut né de concepts que plusieurs individus ont imaginé durant un événement s'étant déroulé durant la Saint-Valentin, sur un site Internet de partage de jeux nommé Glitch City, et ayant pris Sonic pour thème. Le jeu fut distribué gratuitement le 10 août 2015,,,,, accompagné d'un communiqué de presse satirique clamant que ces contenus ont été découverts dans un kit de développement de jeux pour Dreamcast qu'Arcane Kids aurait acheté en 2013 sur eBay. Sonic Dreams Collection attira très vite l'attention des journalistes spécialisés, de par sa nature et son contenu absurde. Ils caractérisèrent le jeu comme effrayant et bizarre, mais le considérèrent comme un travail intéressant à jouer et notèrent son commentaire sur le fandom de la série. Le site Geek.com nomma Sonic Dreams Collection comme son jeu préféré de 2015.

## Développement
Selon le site officiel du jeu, ainsi qu'un communiqué de presse satirique posté à la sortie de ce même jeu, sorti le 10 août 2015 sur OS X et Windows de façon totalement gratuite, des hackers du groupe Arcane Kids ont affirmé avoir acheté un kit de développement pour la Dreamcast sur eBay, ce qui leur a permis de découvrir quatre prototypes de jeux vidéo dans le contenu du kit. Ils ont ensuite posté ces prototypes en signe de protestation face à Sega et à ses tentatives pour dissimuler l'existence de ces prototypes. Le communiqué ne précise ni la nature parodique du jeu, ni l'absence totale d'affiliation à Sega. Pour télécharger le jeu, les visiteurs du site doivent taper le mot de passe « grandpa ».
En réalité, Arcane Kids est un groupe de développeurs indépendants connu pour avoir réalisé plusieurs jeux parodiques au contenu souvent absurde et bizarre, parmi lesquels Bubsy 3D : Bubsy Visits the James Turrell Retrospective, sorti en 2013, et Pokémon Millenial Edition, sorti en 2014. Selon le designer du jeu, Ben Esposito (qui créera quelques années plus tard le jeu Donut County, paru chez Annapurna Interactive), l'équipe de développement traita le jeu comme s'ils réalisaient un projet artistique. Le jeu fut conçu pour à la fois célébrer et moquer le fandom moderne gravitant autour de la série Sonic the Hedgehog, connu pour ses bizarreries et autres singularités. Le titre est une référence aux précédentes compilations regroupant les jeux du hérisson bleu, comme Sonic Mega Collection (2002) et Sonic Gems Collection (2005).
Les différents jeux présents dans le logiciel ont tous été créés séparément durant un événement organisé lors de la Saint-Valentin par Glitch City, un site Internet de partage de jeux vidéo, et nommé Sonic Is My Boyfriend. Par exemple, Sonic Movie Maker fut créé par Arjun Prakash, un ancien employé d'Electronic Arts. Ensuite, Prakash et deux membres des Arcane Kids décidèrent de réunir les jeux qu'ils ont créés (Sonic Movie Maker, Make My Sonic et My Roommate Sonic) pour former Sonic Dreams Collection. Le développement se termina sur trois autres mois, d'autres contributeurs de Glitch City venant apporter leurs contributions durant des sessions de test hebdomadaires. Malgré ses grandes contributions au jeu, Prakash ne reçut aucun crédit pour son implication. Arcane Kids publiera après coup un mot d'excuses pour le développeur.

## Jeux & gameplays
Dans Sonic Dreams Collection, le joueur choisit entre l'un des quatre mini-jeux parodiques basés sur la franchise Sonic the Hedgehog. Allant jusqu'au bout de leur démarche de faire passer ces jeux pour réels (il est prétendu qu'ils ont été développés par MJSTUDIO, studio inexistant de Sega). Ils sont listés par ordre de développement et une courte histoire (fictive) sur le développement de chaque jeu.

### Make My Sonic
C'est un créateur de personnages qui permet, comme son nom l'indique, de fabriquer son propre Sonic en 3D. Il est possible de modifier la taille des membres de Sonic ainsi que sa couleur. Après quoi, il est possible de choisir un nom choisi au hasard. Les screenshots du personnage créé par le joueur peuvent être postés sur Twitter. Selon le jeu, Make My Sonic serait le tout premier jeu créé par MJSTUDIO et date de 1996. Le studio voulait le rendre compatible avec le service Internet SegaNet, aujourd'hui défunt, ce qui aurait pu permettre de les transférer dans tous les jeux compatibles avec ce service (MJSTUDIO croyait que Sonic pouvait être adaptable à n'importe quel genre).

### Eggman Origin
Eggman Origin est présenté comme un MMORPG développé en 1997 et explorant l'histoire du Docteur Eggman, le méchant principal de la série. Par défaut, il est injouable car il demande une connexion à SegaNet, mais en ouvrant un fichier dans les dossiers du jeu intitulé Seganet.exe et en utilisant Make My Sonic pour créer un avatar et en le transférant à SegaNet, le joueur sera en mesure d'accéder à une carte non-texturée peuplée par de nombreux bipèdes, des créatures en forme d'œuf et le Docteur Eggman lui-même. Si le joueur nourrit Eggman avec les vers apparaissant tout autour de lui sur la carte, ce dernier va grossir. Après cela, le joueur finit le jeu et Eggman s'élève dans le ciel, le nombre d'ascensions accomplies étant posté dans le panneau des scores chao.garden.

### Sonic Movie Maker
Dans Sonic Movie Maker, jeu d'aventure développé en 1998, selon le jeu, le joueur doit trouver un appareil photo dans chaque niveau et tourner un film de 6 secondes afin de pouvoir accéder à la scène suivante. Les endroits dans lesquels le joueur se balade sont peuplés par des poupées de chiffon à l'effigie de Sonic et de plusieurs personnages de la licence, comme Tails, Shadow, Rouge ou Blaze, en plus de différents objets tels que des Émeraudes du Chaos, des bumpers ou des Rings. Les niveaux dans Sonic Movie Maker incluent une piste de danse de bal, un motel, un garage et une chambre d'hôpital. Toujours selon le jeu, le prototype était un achèvement technologique avant l'heure mais fut censuré par les hautes instances de Sega après la découverte de son contenu sombre et sexuel. Comme dans Make My Sonic, il est possible de poster ses vidéos sur Twitter.

### My Roommate Sonic
My Roomate Sonic est le seul jeu se jouant à la première personne. La personne contrôlée par le joueur est assise sur un canapé à côté de Sonic, et le Dr Eggman, espionnant les deux avec des jumelles depuis la maison voisine, encourage par SMS ce dernier à approfondir sa relation avec Sonic. Ce jeu est compatible avec le casque de réalité virtuelle Oculus Rift, et il est suggéré dans le jeu que My Roommate Sonic, dont le développement fut annulé en 1999, était destiné à un périphérique VR développé par Sega n'ayant jamais été commercialisé. Compléter ce jeu permet de débloquer un niveau bonus pour Sonic Movie Maker.

## Réception critique
Sonic Dreams Collection attira rapidement l'attention des fans et des journalistes spécialisés, de par son contenu absurde et son commentaire satirique sous-jacent sur les fans de Sonic. Un jour après sa sortie, VG247 présenta le jeu comme « un morceau d'histoire du jeu vidéo », Kill Screen l'élit comme le treizième meilleur jeu de 2015 et Geek.com en fit son jeu de l'année. Selon Ben Esposito, des fans de Sonic se sont sentis offensés par le jeu, ayant l'impression que son unique but était de les ridiculiser. Au sujet de la réception du jeu d'Arcane Kids par le fandom, il eut cette phrase : « Sonic Dreams Collection est un jeu de fans. Nous ne nous moquons pas nécessairement des fans, nous célébrons juste la bizarrerie de tout ça. Les fans de Sonic l'ont plutôt détesté pour ça. Je déteste n'importe quel type de marque utilisant un langage non-corporatif pour promouvoir une corporation ».